# Acronicta digna
Acronicta digna är en fjärilsart som beskrevs av Butler 1881. Acronicta digna ingår i släktet Acronicta och familjen nattflyn. Inga underarter finns listade i Catalogue of Life.